# Thuiskopieheffing
De thuiskopieheffing of thuiskopievergoeding is een in Nederland wettelijk vastgelegde heffing op gegevensdragers (zoals cd's/dvd's, harde schijven en elektronica zoals mobiele telefoons) die aan auteursrechthebbenden ten goede komt om thuiskopieën te compenseren. Stichting de Thuiskopie is de collectieve beheersorganisatie die door het Ministerie van Justitie is aangewezen om de thuiskopieheffing te incasseren. De SONT (Stichting Onderhandelingen Thuiskopievergoedingen) bestaat uit betalingsplichtigen en rechthebbenden en heeft de wettelijke taak de hoogte van de heffing vast te stellen.

## Overzicht
De thuiskopieheffing is vastgelegd in de Auteurswet en de Wet op de naburige rechten. Het staat eenieder vrij om een kopie van auteursrechtelijk beschermd materiaal voor eigen gebruik te maken. In feite is dit een beperking van de auteurs- en naburige rechten (er wordt dan ook wel van de "thuiskopie-exceptie" gesproken). Voor dit kopiëren is een vergoeding verschuldigd: de thuiskopieheffing. Deze wordt geïncasseerd via een heffing op gegevensdragers die bestemd zijn om beschermd materiaal te kopiëren of op te slaan, waaronder cd's/dvd's, videobanden, harde schijven, alsmede toestellen waarop of waarmee gekopieerd kan worden, zoals mobiele telefoons, mp3-spelers, e-readers en computers. In principe moet de heffing ook worden betaald als het gaat om het kopiëren van materiaal waarvan de kopieerder zelf het auteursrecht bezit (bijvoorbeeld zelfgemaakte foto's). Het is mogelijk om voor dit zogenaamde 'professionele gebruik' een ontheffing aan te vragen. Houders van een vrijstelling dienen bovendien jaarlijks een afkoopsom aan de stichting te betalen.
Stichting de Thuiskopie incasseert de vergoedingen via fabrikanten en importeurs van de genoemde gegevensdragers. Via verdeelorganisaties van de verschillende groepen rechthebbenden worden deze vergoedingen jaarlijks aan de auteurs (in de meest brede zin) van de gekopieerde werken uitgekeerd.

## Gegevensdragers
De Staat bevroor in 2007 de tarieven van de thuiskopieheffing voor gegevensdragers vanwege achterstanden in de verdeling van opgehaalde gelden bij Stichting de Thuiskopie en negeerde het besluit van de SONT om een nieuwe heffing op mp3-spelers en hd-recorders toe te voegen. De Staat verloor een zaak hierover bij het gerechtshof in 2012 waarna het vergoedingenstelsel werd herzien per 1 januari 2013. De rechtszaken werden geschikt in 2014. Na het downloadverbod van mei 2014 werd het vergoedingenstelsel opnieuw herzien per 1 januari 2015.
Voor gegevensdragers wordt soms onderscheid gemaakt tussen een hoger en lager tarief op basis van de capaciteit van het opslagmedium. Voor refurbished apparaten geldt sinds 2018 ook de thuiskopieheffing van de desbetreffende categorie. Sinds 2021 geldt voor refurbished apparaten een tarief dat met 40% is verlaagd ten opzichte van het tarief in de tabel. De bedragen zijn exclusief BTW.
| Gegevensdrager                         | Tarief 2013 - 2014 | Tarief 2013 - 2014 | Tarief 2015 - 2017 | Tarief 2018 - 2020 | Tarief 2021 - 2022 | Tarief 2023 - 2024 | Tarief 2025 |
| Gegevensdrager                         | Basistarief        | Laag tarief        | Tarief 2015 - 2017 | Tarief 2018 - 2020 | Tarief 2021 - 2022 | Tarief 2023 - 2024 | Tarief 2025 |
| -------------------------------------- | ------------------ | ------------------ | ------------------ | ------------------ | ------------------ | ------------------ | ----------- |
| Cd of dvd                              | € 0,03             | n.v.t.             | € 0,02             | -                  | -                  | -                  | -           |
| E-reader                               | n.v.t.             | n.v.t.             | € 0,70             | € 0,80             | € 1,10             | € 0,70             | € 0,80      |
| Externe harde schijf HDD / SSD         | € 1,00             | n.v.t.             | € 0,70             | € 0,60             | € 1,00             | € 0,80             | € 0,90      |
| Draagbare audio-/videospeler           | € 2,00 (> 2 GB)    | € 1,00 (≤ 2 GB)    | € 1,40             | € 1,20             | € 2,10             | € 1,70             | € 1,80      |
| Smartphone of telefoon met mp3-functie | € 5,00 (≥ 16 GB)   | € 2,50 (< 16 GB)   | € 3,50             | € 4,70             | € 7,30             | € 5,30             | € 5,70      |
| Tablet                                 | € 5,00 (> 8 GB)    | € 2,50 (≤ 8 GB)    | € 3,50             | € 2,60             | € 2,20             | € 2,60             | € 2,80      |
| Pc, laptop, server of mediacenter      | € 5,00             | n.v.t.             | € 3,50             | € 2,60             | € 2,70             | € 2,60             | € 2,80      |
| Settopbox of recorder met harde schijf | € 5,00 (> 160 GB)  | € 2,50 (≤ 160 GB)  | € 3,50             | € 3,80             | € 3,80             | -                  | -           |
| USB-stick ≥ 256 GB                     | n.v.t.             | n.v.t.             | n.v.t.             | € 0,60             | € 1,00             | € 0,80             | € 0,90      |
| USB-stick < 256 GB                     | n.v.t.             | n.v.t.             | n.v.t.             | € 0,60             | € 0,50             | € 0,40             | € 0,40      |
| Wearables (met opslag)                 | n.v.t.             | n.v.t.             | n.v.t.             | € 1,20             | € 0,60             | € 0,40             | € 0,40      |

Op gegevensdragers die nauwelijks gebruikt worden en/of weinig potentiële opbrengst hebben is de thuiskopieheffing niet van toepassing:
- Interne harde schijf (indien los verkocht)
- Memorecorder
- Geheugenkaart (indien los verkocht)
- Digitale camera of camcorder
- Android Smart TV Dongle
- Thin client
- Minidisc
- Spelcomputer
- Dvd-ram of 8-cm cd/dvd
- Muziekcassette
- Videoband
- Platenspeler
- Telefoons zonder opslagcapaciteit

## Downloadverbod
Sinds de uitspraak van het Europese Hof van Justitie in mei 2014 geldt in Nederland een verbod op downloads afkomstig uit illegale bronnen. Voorafgaand aan deze uitspraak was de thuiskopieheffing ook op downloads uit illegale bronnen van toepassing en werd dit bij de vaststelling van de hoogte van de heffing meegewogen, als compensatie voor gederfde inkomsten. Door het downloadverbod geldt deze redenering niet meer en als gevolg werd de thuiskopieheffing per januari 2015 in elke categorie verlaagd met 30%.
Downloaden zonder te betalen is echter niet 'strafbaar'. Deze auteursrechtenschending valt onder het civiel recht, niet onder het strafrecht. Onbetaald downloaden wordt niet beschouwd als een strafrechtelijke overtreding. De eigenaar van auteursrechtelijk beschermd materiaal kan via het civiel recht een schadevergoeding eisen. Als vertegenwoordiger van verscheidene Nederlandse rechthebbenden heeft Stichting BREIN zowel in de jaren voor als na het downloadverbod gesteld zich niet te richten op individuele downloaders van illegaal aanbod, maar op vroege, frequente en grote uploaders daarvan. BREIN heeft gesteld niet uit te sluiten zich in de toekomst alsnog op downloaders te richten.
Rechthebbenden kunnen hiertoe wel zelfstandig actie ondernemen, zoals het verzamelen van IP-adressen van downloaders en het eisen van een schadevergoeding, maar internetaanbieders hoeven de gegevens van vermeende downloaders niet onvoorwaardelijk aan hen af te staan. Een poging hiertoe door Dutch Filmworks werd afgewezen door de voorzieningenrechter en in hoger beroep bij het gerechtshof in 2019. De uitspraken kwamen tot stand vanwege een gebrek aan transparantie over wat voor acties Dutch FilmWorks wilde ondernemen na het ontvangen van deze gegevens, vanwege het ontbreken van vermelding van en onderbouwing voor bedragen die het bedrijf de downloaders zou vragen als schikking en het argument dat klanten van Ziggo mogelijk uit angst akkoord zouden gaan met de schikking zonder voldoende op de hoogte te zijn van hun rechten en plichten. De Hoge Raad bevestigde deze uitspraak in 2021.

## ThuisKopie Fonds
Tot 1 januari 2008 werd vijftien procent van de thuiskopieheffing aan het ThuisKopie Fonds toegekend voor culturele en sociale projecten. Dit fonds werd opgeheven, nadat bekend werd dat de gelden niet goed werden verdeeld.